# San José con el Niño Jesús (Zurbarán)
San José con el Niño Jesús el tema de dos lienzos de Francisco de Zurbarán, que constan con la referencias n º.187 y n º. 284 en el catálogo razonado realizado por Odile Delenda, especializada en este artista.

## Tema de la obra
La devoción al Niño Jesús está relacionada con el culto a José de Nazaret, uno de los santos más valorados a partir de la contrarreforma, especialmente en España, donde su devoción se vio favorecida por la publicación en 1535 de Subida del Monte Sion por la vía contemplativa, de Bernardino de Laredo. Durante el siglo XVI surgieron las primeras representaciones aisladas del Niño Jesús con san José quien, de acuerdo con las recomendaciones emanadas del concilio de Trento, debía representarse joven, vigoroso y de facciones bellas. La iconografía de este tema se presenta en dos formas: San José andando cogido de la mano con el Niño, o Jesús pequeñito en brazos de san José, como lo representa Zurbarán en las presentes dos obras.

## Análisis de las obras

### Versión de París

#### Datos técnicos y registrales
- París, Iglesia de San Medardo;
- Pintura al óleo sobre lienzo;
- Dimensiones: 236 x 169 cm;
- Fecha de realización: ca. 1640-1645;.
- Consta con el n º.187 en el catálogo de Odile Delenda.[2]

#### Descripción de la obra
Este lienzo es también conocido como Paseo de san José con el Niño. Por su tamaño y forma debió ocupar el centro de un retablo, muy probablemente en la Iglesia de San José de la Merced Calzada. Presenta una composición sencilla y geométrica, y su modelo podría haber sido San José con el Niño Jesús, de Juan de Mesa, ya que tanto el canon de las figuras, su actitud, así como el manto recogido de José son muy parecidos. Las figuras se recortan sobre un fondo de frondoso paisaje, que remarca su vivacidad.

#### Procedencia
1. Sevilla, Iglesia San José de la Merced Descalza, altar mayor (?);
2. Sevilla, Convento de la Trinidad (?);
3. París, venta Aguado, 24 de marzo de 1843, n° 159 (150 FF);
4. comprado por el párroco de la Iglesia de San Medardo, París, 1888.[4]

### Versión de Barcelona

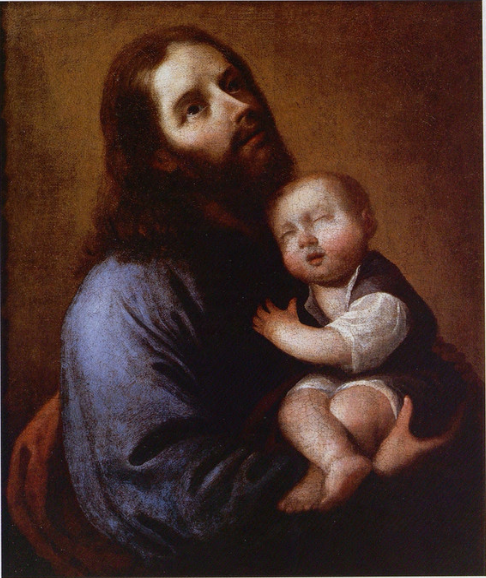
Versión antiguamente en la Fundación Francisco Godia

#### Datos técnicos y registrales
- Antiguamente en la Museo Fundación Francisco Godia, de Barcelona (Inv. n° 38);
- Pintura al óleo sobre lienzo
- Dimensiones: 50 x 40 cm;
- Fecha de realización: ca. 1660;
- Consta con el n º.281 en el catálogo de Odile Delenda.[5]

#### Descripción de la obra
Esta obra —destinada a la devoción privada— presenta las características de la última etapa del pintor: Pincelada aterciopelada, toque delicado, cromatismo sutil. San José viste una túnica azul, y su rostro es similar al de Jesús en Cristo flagelado recogiendo su túnica. Levanta sus ojos al Cielo con expresión de recogimiento interior, y coge cariñosamente con ambas manos al Niño dormido. Vistiendo una corta camisa blanca y una toga oscura, el Niño Jesús apoya su manita y su cabecita en el pecho de José. El fondo es neutro marrón, aclarado por el contorno de ambas figuras.

#### Procedencia
1. Olivares, colección privada, 1963;
2. mercado del arte español;
3. comprado en 2005 por la Fundación Francisco Godia.[7]